# Saint-Paul-d'Oueil
Saint-Paul-d'Oueil è un comune francese di 53 abitanti situato nel dipartimento dell'Alta Garonna nella regione dell'Occitania.

## Società

### Evoluzione demografica
Abitanti censiti